# Lukas Matthias Lang
Lukas Matthias Lang, auch Matthias Lukas Lang (* 20. August 1927 in Gmunden † Jänner 2022) war ein österreichischer Architekt.

## Leben
Lang, Sohn des akademischen Malers und Grafikers Erwin Lang und der Musikerin und Tänzerin Margarethe Dulnig (1907–1977).  Er ist Bruder des Malers Konrad Lang (1933–2014) und studierte ab 1946 an der Universität für angewandte Kunst Wien in der Meisterklasse von Oswald Haerdtl. Nach dem Studium, das er 1951 mit Diplom abschloss, arbeitete er unter anderem im Büro von Max Fellerer am Wiederaufbau des Parlaments in Wien mit. 1958 machte er sich mit dem Architekten Peter Czernin selbstständig und gründete 1970 als Lukas Lang sein eigenes Architekturbüro.
1995 kombinierten Lukas Lang und Hans-Christoph Prutscher ihre Ideen für werterhaltende Gebäude als industriell gefertigtes Bausystem. 2008 wurde Lukas Lang Building Technologies gegründet, aus der Idee wurde Wirklichkeit.

## Werke (Auswahl)

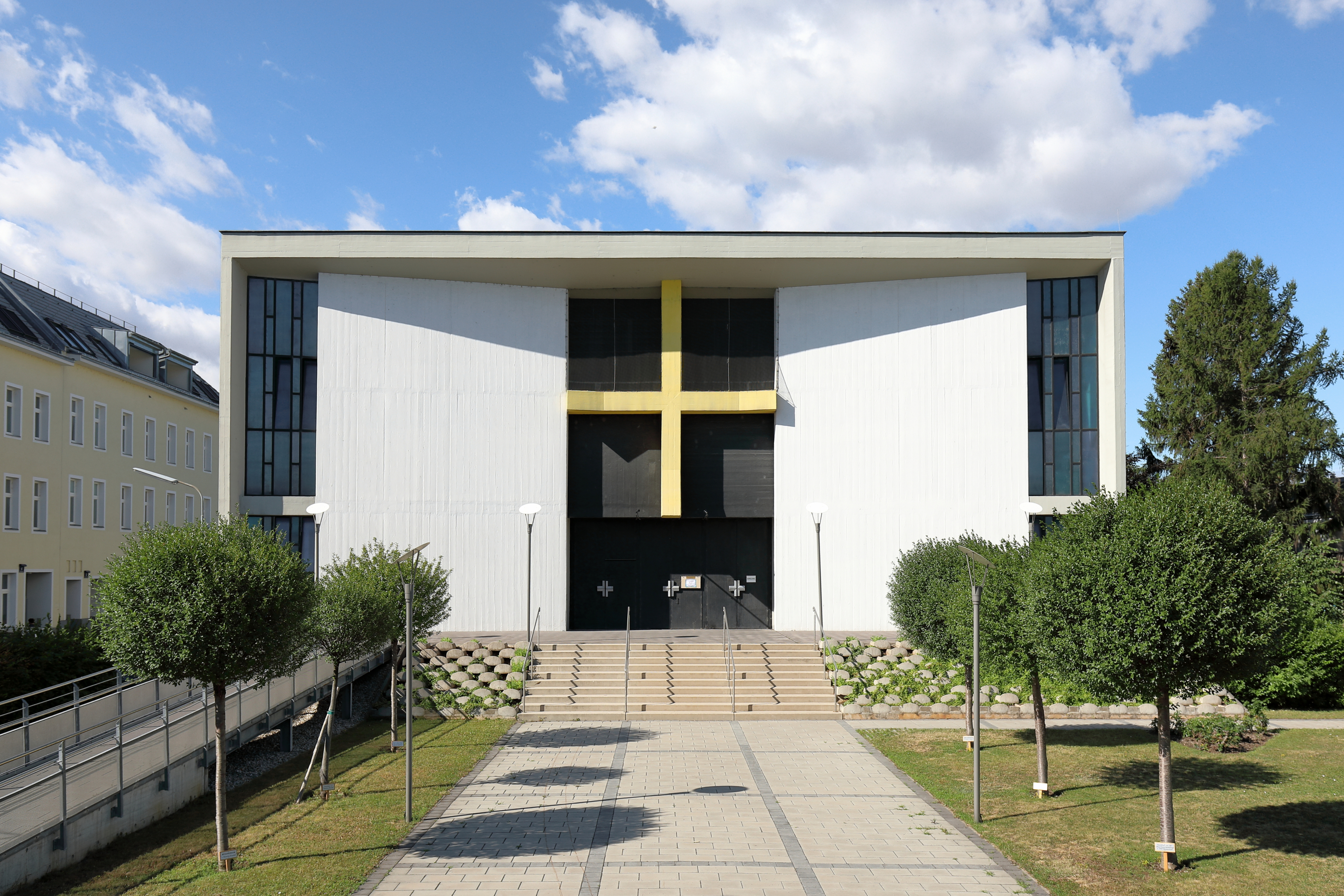
Neukagraner Pfarrkirche (mit Peter Czernin; 1959–1960)

- 1959–1960 Neukagraner Pfarrkirche (mit Peter Czernin)[8]
- 1960–1962 Wohnhausanlage „Karoline-Pluskal-Hof“ Sandleitengasse 9–13 in Ottakring  (mit anderen Architekten)[9]
- 1966–1971 Großfeldsiedlung (mit anderen Architekten; 1966–1971)[10]
- 1980–1981 Rinterzelt; 1220 Wien[11]
- 1981–1983 Wohnhausanlage der Gemeinde Wien „Dr. Adolf-Schärf-Hof“, Roterdstraße 12–14, 1160 Wien (mit Othmar Augustin, Helmut Grasberger, Günter Krisch und Eva Mang-Frimmel)[12]